# Chester (Virginie)
Pour les articles homonymes, voir Chester.
Chester est une census-designated place (CDP) située dans l'État de la Virginie, aux États-Unis. Sa population s'approche de 18 000 habitants. Elle se situe à une vingtaine de kilomètres de Richmond, la capitale de l'État de Virginie.